# Joseph Lenz
Joseph Lenz (* 28. August 1889 in Hildesheim; † 23. Juli 1969 in Berlin) war ein deutscher Politiker (SPD).

## Leben
Joseph Lenz besuchte das Gymnasium Josephinum Hildesheim und legte ebenfalls in Hildesheim 1912 auch die 2. Lehrerprüfung ab. Nach seinem Militärdienst wurde er 1913 Lehrer in Frankfurt am Main. Nach dem Ersten Weltkrieg wurde er 1919 Stadtverordneter für die Deutsche Zentrumspartei in Frankfurt und wurde im folgenden Jahr städtischer Inspektor für das Turn- und Sportwesen. 1925 wurde Lenz in Magdeburg Direktor des Stadtamts für Leibesübungen, wo er auch Leiter der Volkshochschule war. 1929 wechselte er zur SPD. Nach der „Machtergreifung“ der Nationalsozialisten wurde er 1933 durch das „Gesetz zur Wiederherstellung des Berufsbeamtentums“ entlassen und arbeitete ab 1938 in einem Reisebüro.
Nach dem Zweiten Weltkrieg wurde Lenz 1945 Abteilungsleiter bei der Deutschen Zentralverwaltung für das Gesundheitswesen in der Sowjetischen Besatzungszone (SBZ). Nach der Berliner Wahl 1948 wurde er zum Bezirksrat für Volksbildung im Bezirk Wedding gewählt. Bei der folgenden Wahl 1950 wurde er zusätzlich in das Abgeordnetenhaus von Berlin gewählt. Wegen seiner Tätigkeit als Bezirksstadtrat schied Lenz im Februar 1955 aus dem Parlament aus, sein Nachrücker wurde daraufhin Max Urich. 1959 wurde Lenz pensioniert.
Das 1948 eröffnete und 1998 geschlossene Schullandheim des Bezirks Wedding Josef Lenz an der Clayallee trug seinen Namen.